# علف بوریای مخملی
علف بوریای مخملی (انگلیسی: Agrostis canina) نام یک گونه از سرده علف بوریا است.